# Levent Demiray
Levent Demiray (* 14. November 1979 in Berlin) ist ein deutsch-türkischer Fußballspieler.

## Karriere
Demiray begann 1997 seine Profi-Fußballkarriere bei der Reservemannschaft von Hertha BSC, die zu der Zeit in der NOFV-Oberliga spielte. Nach drei Spielzeiten in der Oberliga wurden türkische Scouts auf den jungen Defensivspieler aufmerksam. Er nahm ein Angebot vom türkischen Erstligisten Trabzonspor an und unterschrieb für zwei Jahre. Demiray wurde in der ersten Saison an den Zweitligisten Güngören Belediyespor ausgeliehen und gab hier sein Debüt im türkischen Profifußball. Er konnte sich jedoch gegen die Konkurrenz nicht durchsetzen und versuchte in der Rückrunde sein Glück beim Ligakonkurrenten Akçaabat Sebatspor. Auch hier konnte er sich keinen Stammplatz sichern und entschied sich 2002 wieder nach Deutschland zurückzukehren.
Nach drei Stationen, FC Schönberg 95, Türkiyemspor Berlin und Berliner AK 07, in der NOFV-Oberliga wagte er erneut einen Versuch in der Türkei. Demiray wurde von Yimpaş Yozgatspor verpflichtet, welcher am Ende der Saison 2005/06 aus der zweiten Liga abstieg. Nach der Saison wechselte er zu Giresunspor und konnte sich schnell einen Stammplatz sichern. In zwei Spielzeiten verpasste er kaum ein Spiel und kam dabei auf zehn Tore.
Zur Saison 2008/09 wechselte er zu Sakaryaspor. Hier verbrachte er die längsten Jahre seiner Profikarriere und war als Defensivspezialist nicht aus der Mannschaft wegzudenken. Insgesamt kam er in fünf Spielzeiten auf 123 Einsätze.
Im Sommer 2013 wechselte er schließlich zu Denizlispor in die TFF 1. Lig. Jedoch wurde der Vertrag bereits in der Winterpause gekündigt. Die nächsten zehn Jahre war Demiray für unterklassige türkische Vereine aktiv.

## Erfolge
Sakaryaspor
- Aufstieg in die TFF 1. Lig: 2010/11